# Велика піраміда Чолули
Велика піраміда Чолули — східчаста (побудована сходинками) піраміда у Північній Америці. Невідомо точно, коли піраміду почали будувати, але археологи вважають, що це було в 300 р. до н. е. або на початку християнської ери. За підрахунками, його завершення зайняло від 500 до 1000 років Такий тип пірамід називають теокалі.
Відомий також як англ. Tlachihualtepetl (на мові науатль означає «штучна гора»), являє собою величезний комплекс, розташований в Чолулі, Пуебла, Мексика. Це найбільший археологічний пам'ятник-піраміда (храм) у Новому Світі. Піраміда височіє на 55 метрів над навколишньою рівниною, і в теперішньому вигляді має розміри 400 на 400 метрів. Ця піраміда є храмом, який традиційно розглядається як присвячений богу Кетцалькоатлю. Архітектурний стиль будівлі був тісно пов'язаний зі стилем Теотіуакан в долині Мехіко, хоча вплив з узбережжя Мексиканської затоки також очевидний, особливо з Ель Тахін.

## Легенди про піраміду
За легендою індіанців Перу, вона збудована для того, щоб великий вождь індіанців Чочула міг спілкуватися з богами, котрі прилітали на великому камінному вігвамі.
У піраміді виявлено залишки древньої обсерваторії, зокрема чітко проглядаються зоряні карти, та сонячний календар. Також позначені планети сонячної системи, котрі навіть на час відкриття Америки, ще не були відомі європейцям. Суперечки серед учених викликають позначення біля деяких планет — біля землі схематичне зображення людини, а біля Марса — великого жука. На даний час піраміда Чочула відкрита для туристів та науковців з усього світу.